# Voltaire
Voltaire (род. 25 января 1967, Гавана) — современный американский автор и исполнитель в жанре «дарк-кабаре», aвтор серии книг на тему готической субкультуры, романов «Call of the Jersey Devil» и «The Legend of Candy Claws» и сборников графических новелл «Chi-chian», «Oh My Goth!» и «DEADY».

### Биография
Настоящее имя — Аурелио Вольтер Эрнандез (исп. Aurelio Voltaire Hernández).
Изначально, когда кто-либо спрашивал Вольтера о настоящем имени, музыкант избегал ответов или настаивал на том, что его зовут просто Вольтер. Второе имя как творческий псевдоним Вольтер стал использовать ещё и потому, что его французский тёзка «видел сквозь лицемерие человечества и комментировал его сквозь сатиру. В сущности, он был способен открывать окружающий мир для людей, заставляя их смеяться»
Впервые полное имя Вольтера было опубликовано в данных к альбому «Ooky Spooky», где в качестве гитариста и вокалиста значился Аурелио Вольтер Эрнандез.
Детство Аурелио провёл с семьёй в штате Нью-Джерси, куда его родители эмигрировали, когда Вольтер был ещё младенцем. С десяти лет увлекался анимацией и мультипликацией, создавал собственные любительские проекты и снимал их на 8-мм камеру.
В 17 лет Аурелио переехал в Нью-Йорк, где и проживает на данный момент, работая преподавателем Школы изобразительных искусств на Манхэттене.

### Музыка
В раннем творчестве Вольтер не раз ссылался на проведённые в Нью-Джерси годы, описывая полученный в юности опыт как крайне негативный и даже травмирующий. Однако этот опыт не стал определяющим мотивом в его музыкальных экспериментах. С самого первого альбома (The Devil’s Bris, 1998) в его творчестве было много неожиданных и противоречивых сочетаний: музыкант вдохновлялся библейскими мотивами и пиратской романтикой, творчеством Эдгара Аллана По и приключениями героев Стар Трека, вечными философскими вопросами и банальными бытовыми проблемами. Во многих альбомах весьма ярко представлены этнические мотивы, связанные как с кубинскими корнями музыканта — культ Санта Муэрте, мексиканский День мёртвых — так и с отсылками на многие другие мировые культуры и религии — иудаизм, вуду, историю христианства — от первых крестовых походов до современных телевизионных проповедников.
Принимая во внимание такое разнообразие тематик, становится понятно, почему многие затрудняются точно определить стиль музыки Вольтера. В альбомах разных лет можно легко найти весьма яркие примеры стилей готик-рок и дарквейв, классические баллады, электронику и регги, кантри и стимпанк. Сам Вольтер характеризует своё творчество как «поп-музыку из параллельной вселенной, в которой электричество так и не было изобретено, а Моррисси — королева Англии».
Будучи фанатом научной фантастики и фэнтэзи, Вольтер часто посещает научно-фантастические конвенции и фестивали (I-CON, Dragon Con, San Diego Comic-Con и др.) как в качестве обычного посетителя, так и в качестве приглашённой звезды, и не так давно посвятил целый альбом (BiTrektual, 2012) разнообразным популярным фантастическим вселенным.
Последний на данный момент альбом (Raised by Bats, 2014) выпущен независимым лейблом Mars Needs Music и спродюсирован поклонниками Вольтера со всего мира в результате успешного финансирования кампании. Первоначально заявленная сумма пожертвований в 10 000 долларов была превышена более чем в пять раз. Альбом существенно отличается от пёстрого разнообразия предыдущих работ Вольтера, являя собой весьма цельное произведение преимущественно в жанре готик-рок и ньювейв. Сам Вольтер говорит, что этот альбом — своеобразный реверанс в сторону его музыкальных кумиров юности. Некоторые из этих кумиров сами приняли участие в записи альбома. Среди приглашённых музыкантов — Рэй Торо из My Chemical Romance, Крейг Адамс из The Mission и The Sisters of Mercy, Мэлора Кригер из Rasputina и многие другие.

### Телевидение и мультипликация
Вольтер получил возможность осуществить свою первую режиссёрскую работу в 1988 году на MTV. Он создал три заставки в стиле Иеронима Босха, используя технику стоп-действие (преподавателем именно этой анимационной техники он и работает сейчас). За адаптацию «Сада земных наслаждений» он получил несколько наград, в том числе и «Broadcast Design Award». Также Вольтер создавал анимированные заставки для каналов Cartoon Network, Nickelodeon и Sci-Fi.
Первыми самостоятельными проектами Вольтера были короткометражные фильмы и серии — Рактавира и Чи-Чиан. Чи-Чиан — это анимационная серия из 14 эпизодов о «приключениях Золушки XXXI века» про осиротевшую девушку из Манхэттена третьего тысячелетия, которая отважно сражается с гигантскими роботами и насекомыми-мутантами, чтобы восстановить доброе имя своего отца и, конечно же, спасти мир. Перед тем как стать анимационным сериалом на сайте канала SyFy, Чи-Чиан начинался как графическая новелла, состоящая из 6 выпусков, опубликованных компанией Sirius Entertainment.

### Книги и графические новеллы
Кроме Чи-Чиан, Вольтер также создал серию графических новелл Oh My Goth! или OMG!, которая начиналась как шуточные восьмистраничные буклеты с рекламным подтекстом, которые описывали самого автора, преследуемого приспешниками Сатаны, пытавшимися помешать ему провести очередное шоу. Обычно эти буклеты сопровождала информация о его следующих выступлениях. После издания первых двух частей Чи-Чиан Вольтер убедил Sirius Entertainment издать серию Oh My Goth! из 4 выпусков, переработанных позднее в отдельную графическую новеллу. Позднее было написано продолжение серии OMG под названием Oh My Goth! Humans Suck!
В 2013 году был опубликован роман «Call of the Jersey Devil» — обновление ранее созданного Вольтером одноимённого киносценария.
В 2014 году Вольтер дополнил и переиздал ранние малоформатные работы («What is Goth?», «Paint it Black» и др.) и закончил новый роман, на сей раз для детей, под названием «The Legend of Candy Claws».
На данный момент Аурелио работает над проектом под названием «Fifty Shades of Greys», который, судя по всему, станет иллюстрированной пародией на «Пятьдесят оттенков серого» с уклоном в научную фантастику и уфологию.

### Дискография
- The Devil's Bris (1998) (Projekt Records)
- Almost Human (2000) (Projekt Records)
- Banned on Vulcan (2001) (Projekt Records)
- Boo Hoo (2002) (Projekt Records)
- Then And Again (2004) (Projekt Records)
- Deady Sings! (2004) (Projekt Records)
- Zombie Prostitute... (2006) (Projekt Records)
- Live! (2006) (DIY)
- Ooky Spooky (2007) (Projekt Records)
- To The Bottom Of The Sea (2008) (Projekt Records)
- Hate Lives in a Small Town (2010)
- Riding A Black Unicorn (2011)
- Bitrektual (2012)
- Raised by bats (2014)
- Heart-Shaped Wound (2017)
- What are the Oddz? (2019)

### Книги
- Voltaire (2002). Oh My Goth! Version 2.0. Sirius Entertainment. ISBN 1-57989-047-4
- Voltaire (2003). Oh My Goth!: Presents the Girlz of Goth!. Sirius Entertainment. ISBN 1-57989-061-X
- Voltaire, Chris Adams, David Fooden (2003). Chi-Chian: The Roleplaying Game. Aetherco/Dreamcatcher. ISBN 1-929312-03-2
- Voltaire (2004). Deady the Malevolent Teddy. Sirius Entertainment. ISBN 1-57989-083-0
- Voltaire (2004). Deady the Terrible Teddy. Sirius Entertainment. ISBN 1-57989-077-6
- Voltaire (2005). Deady the Evil Teddy. Sirius Entertainment. ISBN 1-57989-081-4
- Voltaire (2004). What Is Goth? — Music, Makeup, Attitude, Apparel, Dance, and General Skullduggery. Weiser Books. ISBN 1-57863-322-2
- Voltaire (2005). Paint It Black — A Guide to Gothic Homemaking. Weiser Books. ISBN 1-57863-361-3
- Voltaire (2007). Deady: Big in Japan. Sirius Entertainment. ISBN 1-57989-085-7
- Aurelio Voltaire (2013). Call of the Jersey Devil. Spence City. ISBN 1-939392-00-4
- Aurelio Voltaire (2014) The Legend of Candy Claws